# Plumatella emarginata
Plumatella emarginata is een mosdiertjessoort uit de familie van de Plumatellidae. De wetenschappelijke naam van de soort werd voor het eerst geldig gepubliceerd in 1844 door Francis George Allman Barnard.